# Коккуїо-Тревізаго
Коккуїо-Тревізаго, Коккуїо-Тревізаґо (італ. Cocquio-Trevisago) — муніципалітет в Італії, у регіоні Ломбардія,  провінція Варезе.
Коккуїо-Тревізаго розташоване на відстані близько 540 км на північний захід від Рима, 60 км на північний захід від Мілана, 13 км на захід від Варезе.
Населення — 4744 особи (2014).

## Демографія
Населення за роками:

Станом на 1 січня 2023 року в муніципалітеті офіційно проживало 387 іноземців з 47 країн, серед них 85 громадян країн Євросоюзу та 35 громадян України.

## Сусідні муніципалітети
- Ацціо
- Безоццо
- Кувіо
- Гавірате
- Джемоніо
- Орино